# NGC 7271
NGC 7271 је лентикуларна галаксија у сазвежђу Пегаз која се налази на NGC листи објеката дубоког неба.
Деклинација објекта је + 32° 22' 3" а ректасцензија 22h 23m 57,5s. Привидна величина (магнитуда) објекта NGC 7271 износи 15,6 а фотографска магнитуда 16,6. NGC 7271 је још познат и под ознакама MCG 5-52-16, CGCG 494-22, NPM1G +32.0564, PGC 68753.